# Literatura rusă

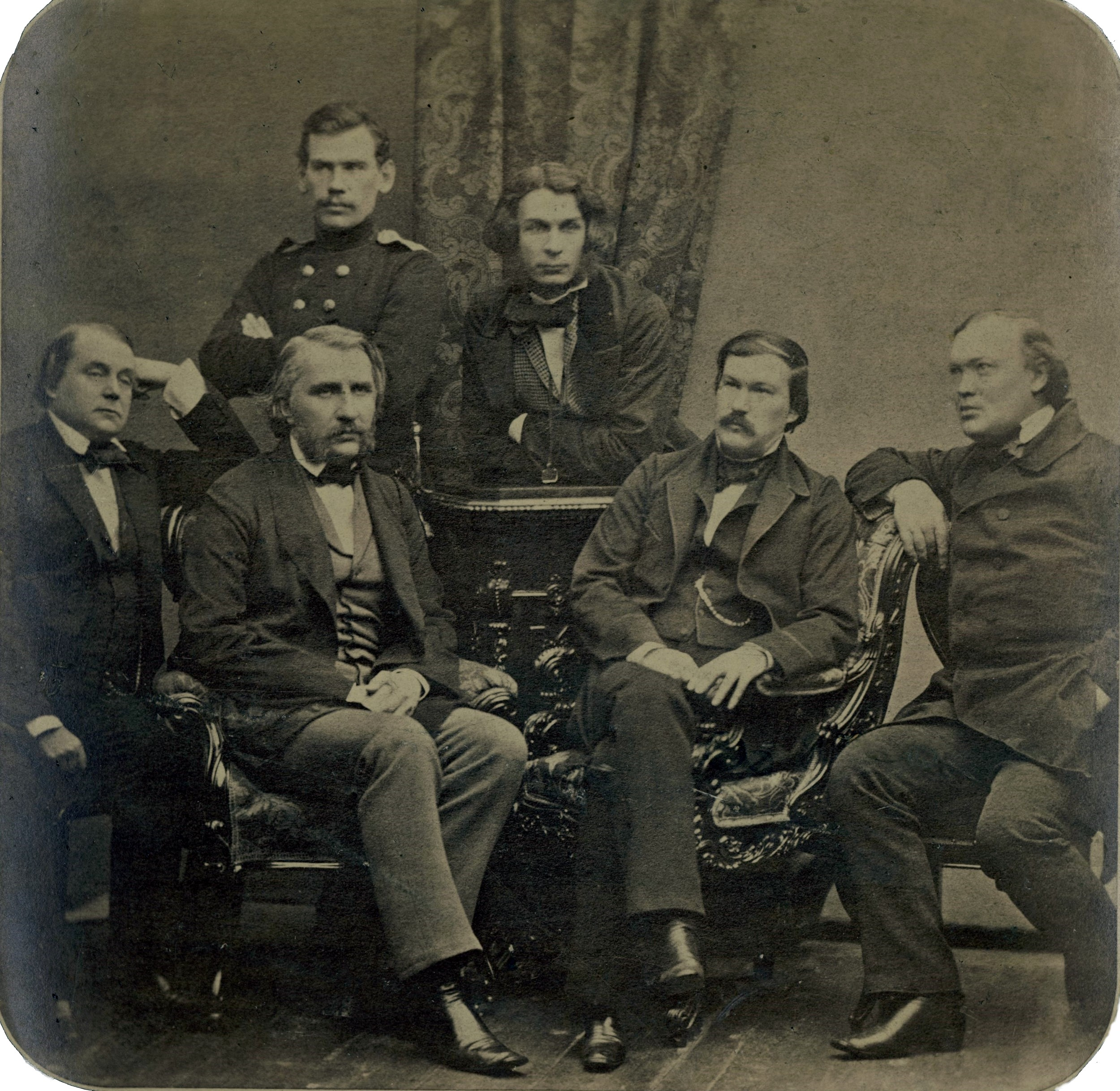
Scriitori ruși. Ivan Goncharov, Ivan Turgheniev, Lev Tolstoi, Dimitri Grigorovici, Alexandr Drujinin și Alexandr Ostrovschi.

Literatura rusă își are rădăcinile în textele bisericești slavone scrise în perioada cnezatului din Kiev. Odată cu ascensiunea Moscovei în secolul al XIV-lea începe în veacul al XVIII-lea odată cu inițierea clasicismului poetic și estetic rus de Antioch Dimitrievich Cantemir dezvoltarea unei literaturi naționale ruse care a culminat în întreg veacul al XIX-lea, al literaturii de aur ruse, între Pușkin și Gorki.

## Începuturile

### Secolele XI - XIII (Cnezatul Kievului)

Prima pagină a Evangheliarului lui Ostromir

Începuturile unei tradiții literare rusești coincid cu activitatea misionară a călugărilor Kiril și Metodiu în secolul al X-lea, care au creștinat popoarele slave din răsăritul Europei și au introdus limba veche slavă în scrierile bisericești. Prin creștinarea slavilor a pătruns și influența culturii bizantine. În limba slavă veche s-au scris evangheliare (Evangheliarul lui Ostromir (1056–1057), liturghii, predici, „Viețile sfinților”, și s-a tradus epopeea populară „Alexandria”. În secolul al XI-lea apare colecția de predici ale mitropolitului Ilarion (1037–1050) și primul codice de legi (1019–1054). În această perioadă începe să circule „Cântec despre oastea lui Igor”, o admirabilă epopee eroică anonimă despre lupta cneazului Igor Sviatoslavici împotriva nomazilor polovțieni. Recent s-a demonstrat că acest cântec este un fals făcut în secolul XIX, într-o perioadă de afirmare a naționalismului (vezi Mugur Vasiliu la Bibliografie)
După invazia tătarilor, la începutul secolului al XIII-lea, centrul cultural se deplasează la Novgorod. Din jurul anului 1300 datează povestea vieții lui Aleksandr Nevski cu tema luptelor împotriva cavalerilor teutoni.

### Secolele XIV - XVII (Statul moscovit)
La mijlocul secolului al XIII-lea cea mai mare parte a teritoriilor rusești era sub ocupația tătarilor Hoardei de Aur, iar timp de două secole producția literară stagnează. Din acest timp se poate menționa povestea călugărului Sofronie „Zadonscina” (cca. 1393), în care se descrie victoria prințului moscovit Dimitrie Donskoi asupra tătarilor (1380).
În secolul al XV-lea, Moscova avansează ca metropolă culturală. Apar scrieri hagiografice și compilații ale unor cronici mai vechi, precum și o culegere de reguli ale vieții sociale, politice și bisericești redactate de protopopul Silvestru. În secolul al XVI-lea se realizează o traducere integrală în limba slavă a Bibliei. În 1575, prințul Andrei Kurbski scrie o cronică a Cnezatului Moscovei. În scrieri pătrunde treptat și limba rusă vorbită, ca în „Viața protopopului Avacum” (1672–1675), scrisă cu mult realism.

## Secolul al XVIII-lea
O dată cu „europenizarea” Rusiei de către Petru cel Mare, pătrund elementele culturii apusene, care se reflectă și în producția literară. Figuri centrale sunt scriitorii satirici A.D. Kantemir fiul lui Dimitrie Cantemir și A.P. Sumarokov, precum și teoreticianul Vasili Trediakovski. Foarte prețuit este teatrul, sprijinit de țarina Ecaterina a II-a, ea însăși autoarea unor drame. Ca reprezentant important al comediei clasice este de menționat Denis Ivanovici Fonvizin, inspirat din piesele lui Molière adaptate la societatea rusă, ca în piesa Brigadierul (1786). Poetul liric G.R. Derșavin creează în genul odei.
Sub influența ideilor iluministe, Mihail Lomonosov elaborează „teoria celor trei stiluri” cu caracter normativ pentru limba literară rusă. După Marea Revoluție Franceză, Ecaterina a II-a îngrădește libertatea producțiilor literare. N.I. Novicov, redactor al unei reviste satirice, este arestat, scriitorul A.N. Radiscev este deportat în Siberia.
Către sfârșitul secolului, pe prin plan se situează așa-zisa „literatură sentimentală”, în mare vogă și în vestul Europei. Reprezentant important al acestei tendințe este Nicolai Karamzin, autor de povestiri și impresii de călătorie în țările Europei occidentale, prin care face cunoscute în Rusia ideile epocii respective. În scrierile sale, limba literară rusă se eliberează definitiv de elementele literaturii bisericești, făcându-se purtătorul de cuvânt al așa zișilor „înnoitori” în conflict cu purtătorii tradițiilor arhaicizante.

## Secolul al XIX-lea
În secolul al XIX-lea literatura rusă cunoaște o deosebită înflorire. Principalele tendințe din această perioadă sunt romantismul și realismul. Operele lui Aleksandr Pușkin marchează începutul literaturii ruse moderne. 
Aleksandr Sergheievici Pușkin (1799–1837)
După începuturi, în tradiția clasică, Pușkin devine cel mai important reprezentant al romantismului în toate genurile literaturii ruse: poezie lirică, dramă (Boris Godunov, 1831), roman în versuri (Evghenii Oneghin, 1833).
Scriitori contemporani cu Pușkin:
- Ivan Andreevici Krîlov, autor de fabule.
- Aleksandr Griboiedov, autor dramatic.
- Vladimir Odoievski, autor de nuvele (Nopți ruse).

Mihail Iurievici Lermontov (1814–1841)
Remarcabil în proză cu romanul Un erou al timpului nostru (1840).
În domeniul teoriei și criticii literare:
- Vissarion Belinski
- Nikolai Dobroliubov

Nicolai Vasilievici Gogol (1809–1852)
Gogol se îndepărtează de patosul romantic și își găsește propriul stil în povestiri, piese de teatru și satire, cu un accentuat caracter de critică socială, dintre care se remarcă nuvela Mantaua (1842), comedia Revizorul (1836), romanul Suflete moarte (1842).
Scriitori contemporani cu Gogol, în special autori de schițe, nuvele și romane:
- Nicolai Nekrasov
- Mihail Saltîkov-Șcedrin, autor satiric (Cronică de familie, 1846–1856).
- Ivan Goncearov, autorul romanului Oblomov (1857), în care creează tipul personajului superficial, inutil într-o societate în transformare.

### Realismul critic
A doua jumătate a secolului al XIX-lea se caracterizează prin dezvoltarea romanului realist, gen în care excelează Ivan Turgheniev, Lev Tolstoi și Fiodor Dostoievski. 
Ivan Sergheievici Turgheniev (1818–1883)
Ivan Turgheniev pledează în romanele sale pentru o europenizare a Rusiei. Cel mai important roman al său, Părinți și copii (1862), prezintă conflictul dintre viziunea idealistă și umanitară a generațiilor vechi și nihilismul tineretului, problemă controversată în cercurile intelectualității ruse din acea epocă.
Lev Nicolaievici Tolstoi (1828–1910)
În vasta sa operă literară, temele predominante sunt căutarea unui sens al existenței omenești și rolul individului în societate. Astfel, în monumentalul roman Război și pace (1865–1869), pe fundalul perioadei războaielor napoleoniene, omul este confruntat cu problema rolului individului în determinarea cursului istoriei. Romanul Anna Karenina (1875–1877) reprezintă o critică inovativă a relațiilor sociale, în special din cadrul tradițional al familiei, prin exemplul destinului tragic al eroinei. Problema relațiilor de familie revine în romanul Sonata Kreuzer (1889). O temă curentă a literaturii ruse, purificarea spirituală prin ispășire, este tratată în romanul Învierea (1889).
Fiodor Mihailovici Dostoievski (1821–1881)
Fiodor Dostoievski a îmbogățit literatura rusă și universală prin subtila sa analiză psihologică, uneori deschis impulsivă, a caracterelor umane, plină de sensuri absconse și cu semnificații contradictorii. Aceeași „polifonie” stilistică se întâlnește și în reprezentarea societății ruse contemporane lui. În timp ce în Crimă și pedeapsă (1866), protagonistul romanului comite un omor din considerații filosofice, pentru ca apoi să caute purificarea prin căință și ispășire, eroul romanului Idiotul (1868–1869) își vede distruse idealurile creștine în confruntarea cu materialismul predominant în societate. Romanul Demonii (1871–1872) este o vastă frescă critică a tezelor distructive ale mișcărilor anarhiste. În Frații Karamazov (1880) se descrie tabloul oscilant al Rusiei, între tradiție și tendințele înnoitoare ale timpului.
Alți reprezentanți ai realismului critic:
- Aleksandr Ostrovski, autor dramatic.
- Vladimir Korolenko
- Gleb Uspenski

### Literatura impresionistă și simbolistă
Către sfârșitul secolului al XIX-lea apar noi tendințe în literatură, în special impresionismul și simbolismul.
Anton Pavlovici Cehov (1860–1904)
Deși scrie în tradițiile realismului, cu un caracter satiric și umoristic în același timp, datorită descrierilor nuanțate ale stărilor sufletești, Anton Cehov este încadrat în literatura impresionistă. Elementele centrale ale creației lui sunt banalitatea vieții cotidiene, singurătatea, pasivitatea sau dorința de afecțiune, ca în piesele Pescărușul (1896), Unchiul Vania (1899), Trei surori (1901) sau Livada cu vișini (1904).
În perioada de trecere spre secolul al XX-lea, simboliștii ruși reiau tema „artei pure”, sub impulsul scrierilor teoretice ale lui Vladimir Sergheievici Soloviov, și se îndepărtează de temele sociale în favoarea înnoirii formei. Teme preferate sunt ocultismul, teozofia, antropozofia.
- Andrei Belîi, pseudonimul literar al lui Boris Nikolaevich Bugaev, este unul din fondatorii școlii simboliste ruse și autorul romanului Petersburg.
- Valeri Iakovlevici Briusov scrie poeme inspirate de simbolistul francez Stéphane Mallarmé.
- Dmitri Sergheievici Merejkovski, autor de scrieri cu conținut mistic și filozofic.
- Aleksandr Blok, autor de poezii lirice pline de muzicalitate.
- Fiodor Sologub, autor de romane cu descrieri macabre, fantasic-demoniace (romanul trilogie Vrăjitorul morților (1908–1913); romanul Mai dulce ca otrava (1908).

## Secolul al XX-lea
După anul 1910 se înregistrează o mare varietate de curente, stiluri și experimente:
Futurism
- Vladimir Maiakovski
- Velimir Hlebnikov
- Aleksei Ieliseievici Krucionâh

Acmeism
- Nikolai Gumiliov
- Anna Ahmatova
- Osip Mandelștam

Imagism
- Serghei Aleksandrovici Esenin

Alți scriitori rămân credincioși tradiției marii literaturi ruse din secolul al XIX-lea:
- Aleksandr Ivanovici Kuprin
- Ivan Alekseievici Bunin, Premiul Nobel pentru literatură, 1933.

Maksim Gorki (1868–1936)
După o tinerețe aventuroasă, începe să scrie povestiri romanțioase. Întâlnirea cu Lenin, în anul 1905, marchează trecerea la angajarea socială și revoluționară, devenind mai târziu exemplu și purtător de cuvânt al realismului socialist. Dintre operele sale remarcabile sunt de menționat drama Azilul de noapte (1903) și romanul Mama (1907).

### Perioada postrevoluționară (1922–1929)
Primii ani după revoluție sunt caracterizați prin apariția diverselor curente de avangardă, nu rareori rivalizând între ele. Futuriștii, grupați în jurul lui Maiakovski, pledau în revista lor „LEF” pentru o sinteză între experimentele verbale și idealurile revoluționare. Dimpotrivă, A.A. Bogdanov împreună cu grupul numit Proletkult cerea o orientare structurală radicală a literaturii în serviciul clasei muncitoare. Alături de aceștia, tradiționaliștii denumiți Popuciki și grupul Frații Serapion (după titlul unui volum de povestiri ale scriitorului german E.T.A. Hoffmann) din Petrograd, acceptând noul sistem politic, pledau totuși pentru o autonomie a fenomenelor culturale față de agitația politică și pentru o reluare a tradiției marii literaturi ruse a secolului al XIX-lea. De menționat sunt:
- A.K. Voronski
- L.M. Leonov
- N.S. Tihonov
- Konstantin Fedin
- W.W. Ivanov
- M.M. Zoșcenko

Unul din cei mai remarcabili scriitori ai epocii a fost
Boris Leonidovici Pasternak (1890–1960)
Autor de poezii lirice în tradiția lui Rainer Maria Rilke și Aleksandr Pușkin și al romanului Doctor Jivago, publicat abia în 1957 în afara Uniunii Sovietice. Apariția cărții a declanșat o campanie critică și polițienească din partea oficialităților, Pasternak este obligat să refuze Premiul Nobel, care i s-a decernat în 1958, în același an este exclus din Uniunea scriitorilor sovietici, pentru a fi „reabilitat” în 1987.
Și alți scriitori, care nu s-au încadrat în ideologia oficială, suferă persecuții: Anna Ahmatova este exlusă în 1946 din Uniunea Scriitorilor, Osip Mandelștam moare în 1938, într-un lagăr de concentrare din Siberia, autoarea de poezii lirice Marina Țvetaeva trăiește între anii 1927 și 1939 în emigrație, întoarsă în Uniunea Sovietică se sinucide (majoritatea biografilor afirmă că, de fapt, a fost asasinată de NKVD) în 1941.
Numeroase romane apărute în anii '20 au ca teme principale evenimente din timpul revoluției sau din războiul civil.
- Dmitri Furmanov în romanul Ceapaev (1923), scris cu patetism "revoluționar", evită, totuși, idealizarea eroilor, cum va fi cazul, mai târziu, în realismul socialist.
- Konstantin Fedin, autor al romanului Orașe și ani (1924)
- Leonid Leonov, Viezurii (1924)
- Aleksandr Fadeev, Cei nouăsprezece (1927), mai târziu Tânăra gardă (1946). Secretar al Uniunii scriitorilor sovietici (1936–1944 și 1946–1954), reprezentant tipic al stalinismului, pradă alcoolismului, se sinucide (1956) după moartea lui Stalin.

Perioada așa zisei "Noii Politici Economice" (NEP), se caracterizează printr-o relativă liberalizare, care se reflectă și în producția literară. Scriitorii grupați în "Asociația pentru o artă reală" (OBERIU) își permit experimentări în stil și conținut, în contradicție cu ideologia oficială, și vor avea de suferit represiunile regimului:
- A.I. Vvedenski descrie absurditățile societății socialiste. În 1932 este deportat la Kurskși moare în 20 decembrie 1942, într-un tren cu deținuți politici, în timpul transportului.
- Daniil Harms, autor liric și dramatic. Moare în 1942 în spitalul unui lagăr de muncă. Este „reabilitat” în 1956.

De succes se bucură scriitorii Ilia Ilf și Evghenii Petrov, autori ai romanelor satirice Douăsprezece scaune (1928) și Vițelul de aur (1931).
Alți autori scriu în spiritul partidului comunist și se bucură de aprecierea criticii oficiale:
- Valentin Kataev, autor al romanului Iarba uitării, de asemenea O pânză în depărtare.
- Leonid Leonov, în romanul Hoțul (1927), descrie problemele de conștiință ale unui soldat al Armatei Roșii, deziluzionat de evenimentele haotice ale anilor '20, pentru ca, în final, să redevină un militant al regimului comunist.

### Realismul socialist(1930–1953)
O dată cu începutul primului plan cincinal în anul 1928, oficialitățile sovietice nu mai tolerează diversitatea curentelor literare sau a stilurilor individuale, ținta atacurilor este, în special, așa zisul formalism „burghez”. În 1932 se constituie, ca singură organizație admisă, Uniunea Scriitorilor Sovietici, deja pregătită de „Asociația scriitorilor proletari” (RAPP). Apar romane cu un conținut conform liniei partidului comunist, în care se idealizează figuri ale muncitorilor din fabrici și ale activiștilor de partid, precum și lupta împotriva scepticismului țăranilor față de proiectata colectivizare a agriculturii. De menționat sunt romanele lui Leonid Leonov, Fluviul sovietic (1930) și Profesorul Skutarevski (1932) sau, mai ales, romanul Pământ desțelenit (1932, ediție revăzută în 1959) al lui Mihail Șolohov.
Mihail Aleksandrovici Șolohov (1905–1984)
Cu un excepțional talent literar de povestitor, descrie criza satului din Rusia postrevoluționară, trecând, totuși, sub tăcere represiunile la care au fost supuși în special țăranii ucraineni în cursul colectivizării forțate. Romanul-epopee Pe Donul liniștit (1928–1940), de mai multe ori revizuit, descrie în figura tragică a eroului principal, cazacul Grigori Melehov, dispariția „stanițelor” de sine stătătoare ale cazacilor de pe Don în cursul războiului civil și în perioada ce i-a succedat. Primește Premiul Nobel pentru literatură în anul 1965.
La primul congres al Uniunii scriitorilor sovietici din 1934, Andrei Jdanov, membru al Biroului politic al partidului comunist, proclamă „realismul socialist” ca singură doctrină admisă în artă și literatură. Din acest moment, „eroi pozitivi” sunt numai personajele care se identifică cu programul și metodele partidului comunist. Doctrina realismului socialist a dus la schematizarea și unilateralitarea literaturii ruse. Puțini scriitori depășesc, datorită talentului lor, cu tot conformismul ideologic, mediocritatea dominantă din perioada 1934–1939. În afară de romanele lui Mihail Șolohov, mai sunt de menționat romanul Lui Leonid Leonov, Drumul spre ocean (1935), în care se redau gândurile unui comisar politic aflat pe patul de moarte, precum și unele din cărțile lui Aleksei Tolstoi.
Aleksei Nicolaevici Tolstoi (1883–1945)
De origine nobiliară, scrie povestiri elogioase la adresa lui Stalin și romanul-fluviu Calvarul (1922–1941), cunoscut și cu numele de Drumul spre Golgota, în care se redau evenimentele din timpul revoluției și ale războiului civil, respectând punctul de vedere partinic. Reușește să aibă mai multă libertate de creație, într-un fel de „emigrație internă”, recurgând la teme istorice (Petru cel Mare, 1929–1945) sau în genul științifico-fantastic (Hiperboloidul inginerului Garin, 1927).
Scriitorii care nu se încadrează în acest concept rămân nepublicați și suferă persecuțiile regimului, cum a fost cazul scriitorilor Isaak Babel și Osip Mandelștam, care mor în lagărele de concentrare.
Mihail Afanasievici Bulgakov (1891–1940)
Autor de povestiri satirice și piese de teatru, în cea mai mare parte nepublicate și nereprezentate în timpul vieții scriitorului. Remarcabil prin romanul Maestrul și Margareta, scris între 1929 și 1939, publicat postum în [966.
În timpul celui de-Al Doilea Război Mondial intervine o relativă liberalizare în politica culturală, în prim plan situându-se evenimentele războiului cu pronunțat accent patriotic: Zile și nopți (1944) de Konstantin Simonov, drama Invazia (1942) de Leonid Leonov. Anul 1946 marchează sfârșitul acestei liberalități artistice, Andrei Jdanov, în Raportul asupra revistelor „Zvezda” și „Leningrad”, înăsprește mai mult doctrina realismului socialist după criteriul partinității (partiinost): o operă artistică sau literară este „valoroasă” doar în măsura în care corespunde ideologiei marxist-leniniste și servește programului partidului comunist. Exemplu tipic pentru această categorie de scriitori este
Ilia Ehrenburg (1891–1967)
Scriitor și ziarist, pe cât de prolific (a publicat peste o sută de cărți), pe atât de controversat. Între 1908 și 1917 trăiește la Paris, după care revine în Rusia sovietică, pentru ca în anii 1921–1940 să trăiască din nou în Occident (Praga, Berlin și Paris). Revenit în Uniunea Sovietică în 1940, publică romanul Căderea Parisului (1940–1941). În timpul războiului se face cunoscut în special prin cronicile la radio Moscova, în care face apel la uciderea a tot ce este „neamț”, fără nici o deosebire. În 1949 îi apare romanul Furtuna pe tema evenimentelor din război. Deși căzut în dizgrația oficialităților, se bucură însă de aprecierea și protecția personală a lui Stalin și primește de două ori (1942 și 1948) „Premiul Stalin” pentru literatură. După moartea lui Stalin, publică romanul Dezghețul (1957), în care se face campionul liberalizării vieții sociale.

### Perioada anilor 1953–1991
După moartea lui Stalin în 1953 și denunțarea stalinismului de către Nikita Hrușciov la al XX-lea Congres al Partidului Comunist, în perioada de așa-zis „dezgheț” (după titlul romanului lui Ilia Ehrenburg), profită într-o oarecare măsură și literatura de relativa liberalizare. Realismul socialist rămâne, totuși, doctrina oficială. Un important roman din această perioadă este Nu numai pâine (1956) de V.D. Dudințev. În poezia lirică se remarcă Evghenii Evtușenko, Andrei Vosnesenski, Bella Ahmadulina și R.I. Rojdestvenski. Cu toate acestea, până la inițierea de către Mihail Gorbaciov a politicii de destindere (Perestroika), o parte a scriitorilor își publică operele în străinătate sau le difuzează în Uniunea Sovietică, în mod clandestin, sub forma manuscriselor multiplicate (Samizdat). Scriitorii A.D. Siniavski și J.M. Daniel sunt condamnați, în 1966, la internare într-un lagăr de muncă, sub acuzarea că ar fi defăimat statul sovietic prin faptul de a-și fi publicat cărțile în străinătate.
Alexandr Soljenițîn (1918–2008)
Internat între 1945 și 1953 într-un lagăr de muncă, apoi deportat până în 1956 în Asia Centrală, publică în 1963, cu aprobarea expresă a lui Hrușciov, romanul O zi din viața lui Ivan Denisovici, în care descrie viața deținuților în lagărele de concentrare sovietice. Următoarele sale romane Primul cerc al iadului (1968) și Pavilionul canceroșilor (1968–1969) sunt însă interzise de cenzură și apar în străinătate, după ce circulaseră clandestin în Uniunea Sovietică ca „Samizdat”. În 1970 obține Premiul Nobel pentru literatură, dar nu i se acordă pașaport pentru a primi personal premiul. Protestele sale repetate împotriva cenzurii și a internării persoanelor dizidente în servicii de psihiatrie îi atrag excluderea din Uniunea scriitorilor și în 1974 expulzarea din URSS. Cartea sa Arhipelagul Gulag (în trei volume) - o amplă lucrare documentară asupra prigonirii a milioane de cetățeni sovietici în anii 1918 până în 1956 — apare între anii 1973–1975 la Paris. Se întoarce în Rusia, în 1994.
Alexandr Trifonovici Tvardovski (1910–1971)
A fost redactor șef al revistei „Novîi Mir” între 1950–1970, cu o întrerupere de patru ani în anii '50. Încurajează tonurile critice în literatura sovietică, fără a se situa pe poziții anticomuniste. În poemul Tiorkin în infern (1954–1963) descrie într-un stil ironico-satiric realitățile vieții cetățenilor sovietici din timpul lui Stalin.
Tot sub forma literaturii „Samizdat” circulă poeziile lui Iosif Brodski, expulzat în 1972 din URSS. 
- V. Tarsis scrie romanele satirice Musca albastră (1963), Mesaj din casa de nebuni (1965) și Combinatul plăcerilor (1967). În anul 1966 este expulzat din URSS.

Proza literară a acestor ani cunoaște două orientări: 
- Tematizarea vieții la țară sau în provincie

- Valentin Rasputin
- Vasili Șukșin
- Vasili Afonin

- Literatura zisă „urbană”, cu descrierea problemelor din marile orașe

- A.G. Bitov
- W.S. Makanin
- Vladimir Krupin
- Viktor Astafiev

La mijlocul anilor '80, o dată cu politica de transparență în viața publică (Glasnost), inițiată de Mihail Gorbaciov, are loc și un proces de reînnoire a literaturii ruse. Mulți scriitori se întorc din emigrație și sunt reprimiți în Uniunea Scriitorilor, trecutul poate fi analizat și prezentat în mod critic, fără imperativul ideologiei comuniste. În 1987 apare romanul Copiii din Arbat al lui Anatoli Rîbakov, în care stalinismul este stigmatizat într-o formă neobișnuită până acum. Cărțile lui A.I. Pristavkin și dramele lui Mihail Șatrov prezintă evenimentele tragice ale epurărilor staliniste din anii '30. În scrierile altor autori, ca Cinghiz Aitmatov și V.P. Astafiev, sunt tratate teme, până atunci tabù, privind consumul de stupefiante sau creșterea criminalității. Vladimir Bukovsky, închis în detenție psihiatrică pentru scriere și discursuri, este autorul câtorva cărți în diaspora asupra libertății.

## Literatura rusă contemporană
După dezmembrarea Uniunii Sovietice, în 1991, începe o nouă eră în literatura rusă, care se deschide tot mai mult ideilor și stilului postmodern. De un deosebit succes se bucură romanele polițiste ale Dariei Donțova, traduse și în mai multe limbi europene. Romanul O sagă moscovită de Vasili Axionov relatează supraviețuirea familiei Gradov sub stalinism. Alți scriitori ruși contemporani:
- Victor Pelevin, autor de nuvele și romane (Mitraliera de lut, Săgeata galbenă (1999), Generația P (2001), distins în 2001 de către Fundația culturală din Hamburg cu Premiul „Richard Schönfeld” pentru literatură satirică.
- Vladimir Sorokin, romancier (Șarpele (1985), Banchetul (2000), Gheața (2002) și autor dramatic.
- Tatiana Tolstoia
- Liudmila Ulițkaia
- Vladimir Makanin, autor de poezii, nuvele și romane (Adâncuri sau un erou al timpului nostru (1998), ce amintește titlurile unor romane de Fiodor Dostoevski și Mihail Lermontov)
- Nina Gorlanova

Literatura comerciala de masa:
- Boris Akunin
- Alexandra Marinina
- Daria Donțova